# 王士弘 (元朝)
王士弘，元朝延安路中部县（今陕西省黄陵县西北）人。
其父王抟有病，王士弘倾尽家财求医，见医即拜，遍祷诸神，叩头成疮。父亲去世，哀痛尽礼，在墓侧结庐居丧三年，没有回家。墓庐上有喜鹊来筑巢，飞鸟翔集，与王士弘亲近，显得非常亲昵，众人都很惊讶。丧期结束，在茔前建祠，初一十五一定去奠祭，即使有风雨也不停止。有司向朝廷上奏其事，朝廷于是旌表王士弘。